# كارل هاينز هوبر
كارل هاينز هوبر (بالألمانية: Charles M. Huber )‏ (و. 1956 – م) هو ممثل، وسياسي، من ألمانيا، ولد في ميونخ، هو عضوٌ في الاتحاد الديمقراطي المسيحي (منذ 2012)، وحزب الاتحاد الاجتماعي المسيحي بولاية بافاريا (2004–2012)، والحزب الديمقراطي الاجتماعي الألماني.

## مناصب
تولى منصب عضو في البوندستاغ الألماني (منذ 22 أكتوبر 2013).

## وصلات خارجية
- كارل هاينز هوبر على موقع IMDb (الإنجليزية)
- كارل هاينز هوبر على موقع مونزينجر (الألمانية)
- كارل هاينز هوبر على موقع ألو سيني (الفرنسية)
- كارل هاينز هوبر على موقع قاعدة بيانات الفيلم (الإنجليزية)
- كارل هاينز هوبر على موقع كينوبويسك (الروسية)